# Робин Гуд (мультфильм)
«Ро́бин Гуд» (англ. Robin Hood) — 21-й полнометражный анимационный фильм, созданный студией Уолта Диснея. Премьера в США состоялась 8 ноября 1973 года.

## Сюжет
Сюжет мультфильма базируется на английских народных легендах о разбойнике Робине Гуде, однако в качестве действующих лиц картины выступают антропоморфные животные. Например, в роли рассказчика выступает петух Аллан-э-Дейл. Действие мультфильма происходит после того, как король Англии лев Ричард, загипнотизированный змеем Хиссом, уходит в крестовый поход, а трон захватывает его брат, жадный и коварный принц Джон. Новоиспечённый король облагает бедняков налогами, в результате чего Робин Гуд вместе с Крошкой Джоном грабит богатых жителей и материально помогает бедным.
Лис Робин Гуд и медведь Крошка Джон гуляют по Шервудскому лесу; их выслеживают солдаты шерифа Ноттингема (волка) и предпринимают попытку поймать, однако Робин и Крошка Джон в очередной раз ускользают. Когда через Шервудский лес по направлению к Ноттингему проезжает королевский караван с самозваным королём, Робин и Крошка Джон возвращаются к любимому делу — к грабежу. Они притворяются перед принцем Джоном и его канцлером Хиссом женщинами-гадалками. Принц останавливает карету и принимает разбойников, веря им и не слушая Хисса, который сразу раскрывает обман. В итоге принц Джон оказывается ограбленным, и во время погони каравана за разбойниками он вместе с Хиссом выпадает из кареты, очутившись в грязной луже.
Принц Джон, остановившийся в Ноттингеме, объявляет большую награду за голову Робина Гуда. Несмотря на это, лис продолжает свою деятельность. Принц Джон назначает шерифа Ноттингема личным налоговым инспектором. Шериф ходит по городу и отбирает у жителей деньги: сначала у хромого пса-кузнеца Отто, который тщетно старается спрятать подарок Робина Гуда, а затем у маленького зайчонка (в оригинале — кролика) Скиппи, получившего фартинг в подарок у своей семьи на день рождения. В дом к зайцам приходит Робин Гуд, переодетый в нищего. Шериф обирает и его. Когда тот уходит, Робин Гуд открывает своё лицо и дарит имениннику лук со стрелой и свою шляпу, а его матери — мешочек с деньгами. Скиппи вместе с остальными детьми уходит тренироваться в стрельбе. Когда Скиппи стреляет, стрела попадает в королевский замок. Скиппи решает рискнуть: он пробирается во двор замка, надеясь тайком забрать стрелу, однако сталкивается с лисой — леди Мариан и её служанкой-курицей — леди Клак. Они, вопреки опасениям Скиппи, не рассказывают принцу Джону о проникновении постороннего во двор замка. Позднее показано, как Мариан вспоминает свою любовь детства — Робина Гуда, которого не видела много лет и с которым хочет встретиться вновь.
Тем временем и Робин Гуд скучает по Мариан. Отец Тук приносит ему и Крошке Джону весть о том, что принц Джон планирует устроить турнир лучников, победитель которого получит право поцелуя Мариан. Посредством турнира принц Джон хочет поймать Робина Гуда. Несмотря на угрозу быть пойманным, Робин переодевается в аиста и принимает участие в турнире. Лис одерживает победу, и обман с переодеванием раскрывается; Робина Гуда связывают и, несмотря на мольбы Мариан о пощаде, направленные принцу Джону, собираются казнить. Крошка Джон угрожает принцу, и Робина Гуда освобождают, после чего происходит схватка Робина Гуда, Крошки Джона, Мариан и леди Клак против солдат принца, закончившаяся победой.
После этого Робин и Мариан вместе гуляют по лесу и влюбляются друг в друга. Горожане празднуют их помолвку и заочно высмеивают принца Джона. Узнав об этом, он приходит в ярость и принимает решение повысить налоги в несколько раз. Горожан, которые не в состоянии оплатить налоги, власти сажают в тюрьму. В числе их оказывается и отец Тук, воспротивившийся шерифу, когда тот очистил церковный ящик для пожертвований. Принц Джон решает повесить Тука, рассчитывая тем самым привлечь внимание Робина Гуда.
Ночью Робин Гуд и Крошка Джон проникают в тюрьму, намереваясь освободить всех заключённых. Робин крадёт у спящего принца Джона собранные им налоги и передаёт их горожанам. Тем временем заключённые при помощи Крошки Джона убегают из тюрьмы. Стража замечает побег, начинается погоня за беглецами. В замке Робин Гуд, успешно переправивший налоги горожанам, сталкивается с шерифом и проснувшимся принцем Джоном. Между ними начинается схватка, в ходе которой шериф случайно поджигает факелом занавес; в замке начинается пожар. Робин Гуд, оказавшийся в ловушке, прыгает с башни горящего замка в озеро. Сначала Крошка Джон, Скиппи, принц Джон и Хисс думают, что в Робина попала стрела и он утонул, однако через минуту он, невредимый(изначально, его хотели убить, чтобы Король Ричард отчитал принца Джона за все прегрешения, и сослал в другую страну вместе с Хиссом, но потом он бы вспомнил что общая мама не обрадовалась этому; но создатели решили не рисковать, и сделали концовку мирной), показывается из воды. Друзья дразнят принца Джона, а тот, понимая, что замок его мамы сгорел, впадает в отчаяние и вымещает всю злобу на Хиссе.
Вскоре король Ричард возвращается из крестового похода и кладёт конец бесчинствам своего брата. Свергнутого принца Джона, Хисса и шерифа арестовывают и в наказание за узурпацию власти приговаривают к каторжным работам, а Робин (которого король помиловал) и Мариан женятся и отправляются в свадебное путешествие.

## Персонажи
- Робин Гуд (англ. Robin Hood) — главный герой мультфильма. Лис. Робин — разбойник, авантюрист по натуре, грабящий богачей, но лишь ради того, чтобы кормить бедняков Ноттингема. По характеру Робин Гуд бесстрашен и самоуверен, что также не мешает ему быть мягким и довольно романтичным, в основном, по отношению к его возлюбленной лисе Мариан. Изначально главным героем мультфильма должен был стать герой французской средневековой сатирической эпопеи — «Романа о Лисе» — лис Ренар, но Уолта Диснея беспокоил тот факт, что Ренар был, в основном, «пройдохой» и не слишком удачно подходит для роли главного героя[5][6]. Но позднее, когда аниматор Кен Андерсен создавал мультфильм, он позаимствовал у лиса Ренара некоторые детали характера при создании характера Робина[5][6]. На роль Робина прослушивался британский исполнитель Томми Стил, но сразу после начала записи голоса покинул картину. На роль также пробовался Терри Джонс[6].
- Крошка Джон (англ. Little John) — толстоватый лучший друг и партнёр Робина Гуда. Медведь. Он довольно силён и в то же время очень дружелюбен и общителен. Изначально Крошка Джон должен был быть слоном, но из-за маленького бюджета фильма аниматорам студии пришлось изменить его на медведя[7]. Таким образом, он стал внешне очень похож на Балу из другого диснеевского мультфильма, «Книга джунглей» (1967)[7][8].
- Отец Тук (англ. Friar Tuck) — священник, один из друзей Робина. Барсук. Помогает Робину раздавать беднякам награбленное золото богачей. Изначально Тук должен был быть свиньёй, но вскоре аниматоры студии Дисней сменили его образ на барсука, чтобы не оскорблять религиозные чувства[6].

## Роли озвучивали
| Персонаж         | Внешний облик | Оригинальная озвучка                 |
| ---------------- | ------------- | ------------------------------------ |
| Аллан-э-Дейл     | Петух         | Роджер Миллер                        |
| Принц Джон       | Лев           | Питер Устинов                        |
| Сэр Хисс         | Змея          | Терри-Томас                          |
| Робин Гуд        | Лис           | Брайан Бедфорд                       |
| Леди Мариан      | Лиса          | Моника Эванс / Нэнси Адамс (вокал)   |
| Крошка Джон      | Медведь       | Фил Харрис                           |
| Отец Тук         | Барсук        | Энди Девайн                          |
| Леди Клак        | Курица        | Кэрол Шелли                          |
| Шериф Ноттингема | Волк          | Пэт Баттрэм                          |
| Триггер          | Стервятник    | Джордж Линдси                        |
| Натси            | Стервятник    | Кен Кёртис                           |
| Отто, кузнец     | Пёс           | Дж. Пэт О’Мэлли (в титрах не указан) |

Источники:

## Создание
В середине 1960-х годов началось производство мультфильма «Коты-аристократы», и в то же время аниматор студии Дисней Кен Андерсон решил создать ещё мультфильм, и взять в основу легенды о разбойнике Робине Гуде. Вскоре, осенью 1966 года, незадолго до смерти Уолта Диснея, Андерсон предложил Диснею создать мультфильм о Робине Гуде на новый лад, и Уолт согласился.
Режиссёром проекта стал Вольфганг Райтерман. В создании мультфильма участвовал аниматор Дон Блут, музыку к картине написал Джордж Брунс. Дистрибьютором мультфильма была компания Buena Vista Pictures Distribution.
При создании «Робина Гуда» был использовано около 350 000 рисунков, более 100 000 листов целлулоидной бумаги и 800 фонов для мультфильма.
Из-за маленького бюджета мультфильма, аниматорам студии Дисней пришлось в некоторых местах повторно использовать анимационные сцены из её предыдущих мультфильмов, включая «Белоснежку и семь гномов» (1937), «Золушку» (1950), «Алису в Стране чудес» (1951), «Книгу Джунглей» (1967) и «Котов-аристократов» (1970).

## Награды и номинации
| Дата церемонии | Премия          | Категория                 | Лауреаты и номинанты                                                                 | Результаты |
| -------------- | --------------- | ------------------------- | ------------------------------------------------------------------------------------ | ---------- |
| 1974           | «Оскар»         | «Лучшая песня к фильму»   | «Love»; музыка: Джордж Брунс, слова: Флойд Хаддлстон                                 | Номинация  |
| 1975           | «Грэмми»        | «Лучшая запись для детей» | Роджер Миллер, Джордж Брунс, Флойд Хаддлстон, Джонни Мерсер, Нэнси Адамс, Фил Харрис | Номинация  |
| 1976           | «Золотой экран» |                           |                                                                                      | Победа     |

## Песни
Названия и исполнители песен на русском языке внесены в соответствии с данными о русском дубляже мультфильма из финальных титров мультфильма.
| Название                    | Название             | Автор                         | Исполнитель   | Исполнитель |
| англоязычное                | русскоязычное        | Автор                         | англоязычный  |             |
| --------------------------- | -------------------- | ----------------------------- | ------------- | ----------- |
| «Whistle-Stop»              | вокализ              | Роджер Миллер                 | Роджер Миллер |             |
| «Oo-de-lally»               | «Тирли-тирли»        | Роджер Миллер                 | Роджер Миллер |             |
| «Not in Nottingham»         | «Жестокий Ноттингем» | Роджер Миллер                 | Роджер Миллер |             |
| «Love»                      | «Любовь»             | Флойд Хаддлстон, Джордж Брунс | Нэнси Адамс   |             |
| «The Phony King of England» | «Пустышка Джон»      | Джонни Мерсер                 | Фил Харрис    |             |